# جيمس إل. كوكس
جيمس إل. كوكس (بالإنجليزية: James L. Cox)‏ هو طبيب قلب وجراح أمريكي، ولد في 24 ديسمبر 1942 في Fair Oaks, Arkansas ‏ في الولايات المتحدة.